# 广东胡枝子
广东胡枝子（学名：Lespedeza fordii）为豆科胡枝子属下的一个种。

## 扩展阅读
- 維基物種上的相關：广东胡枝子